# 武尔姆林根
武尔姆林根是德国巴登-符腾堡州的一个市镇。总面积15.43平方公里，总人口3756人，其中男性1838人，女性1918人（2011年12月31日），人口密度243人/平方公里。